# Oberrieden (Zwitserland)
Oberrieden is een gemeente en plaats in het Zwitserse kanton Zürich, en maakt deel uit van het district Horgen. Oberrieden telt 4879 inwoners.

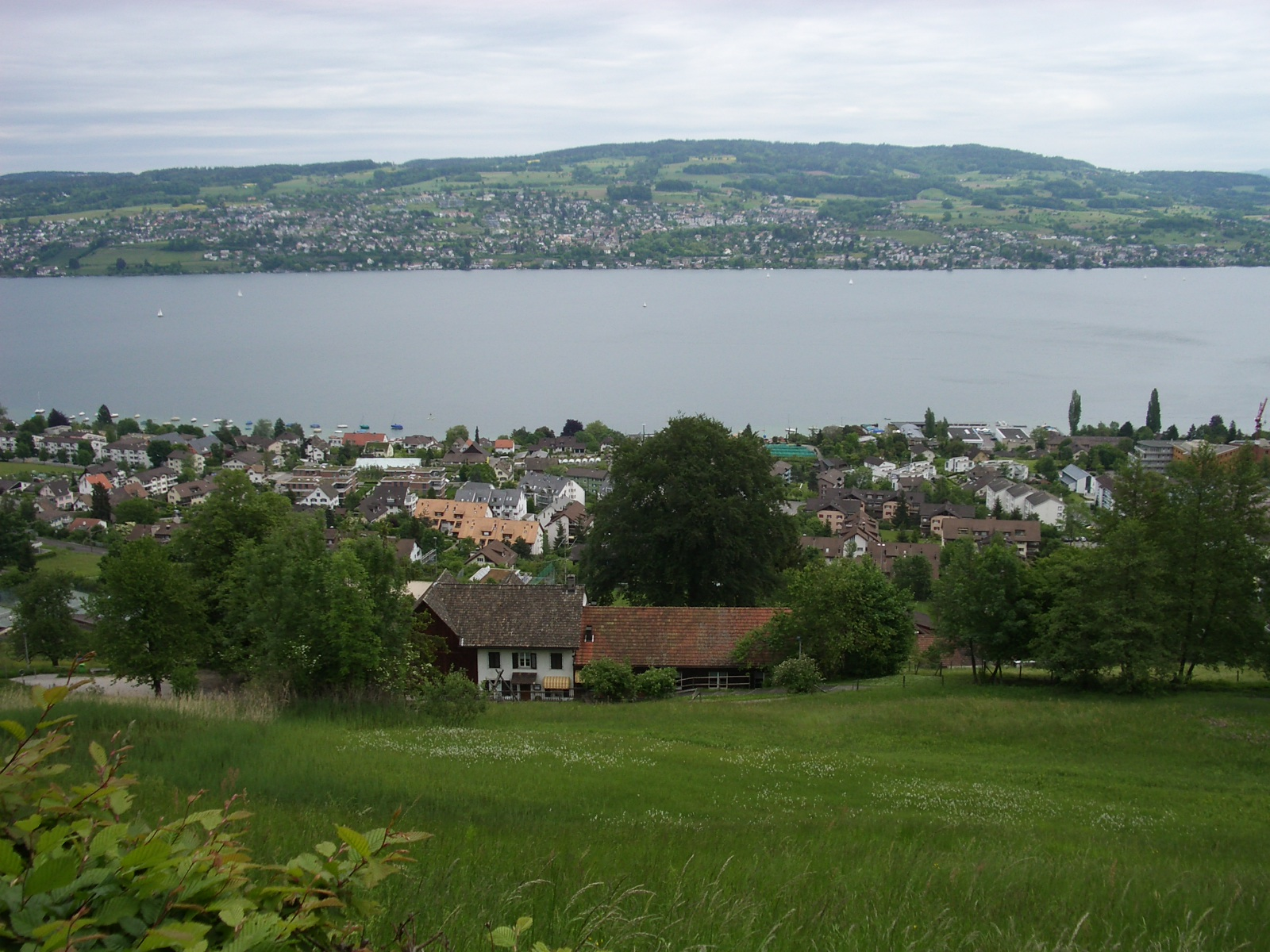
Uitzicht op Oberrieden

## Overleden
- Marta von Meyenburg (1882-1972), feministe